# Saltafoss

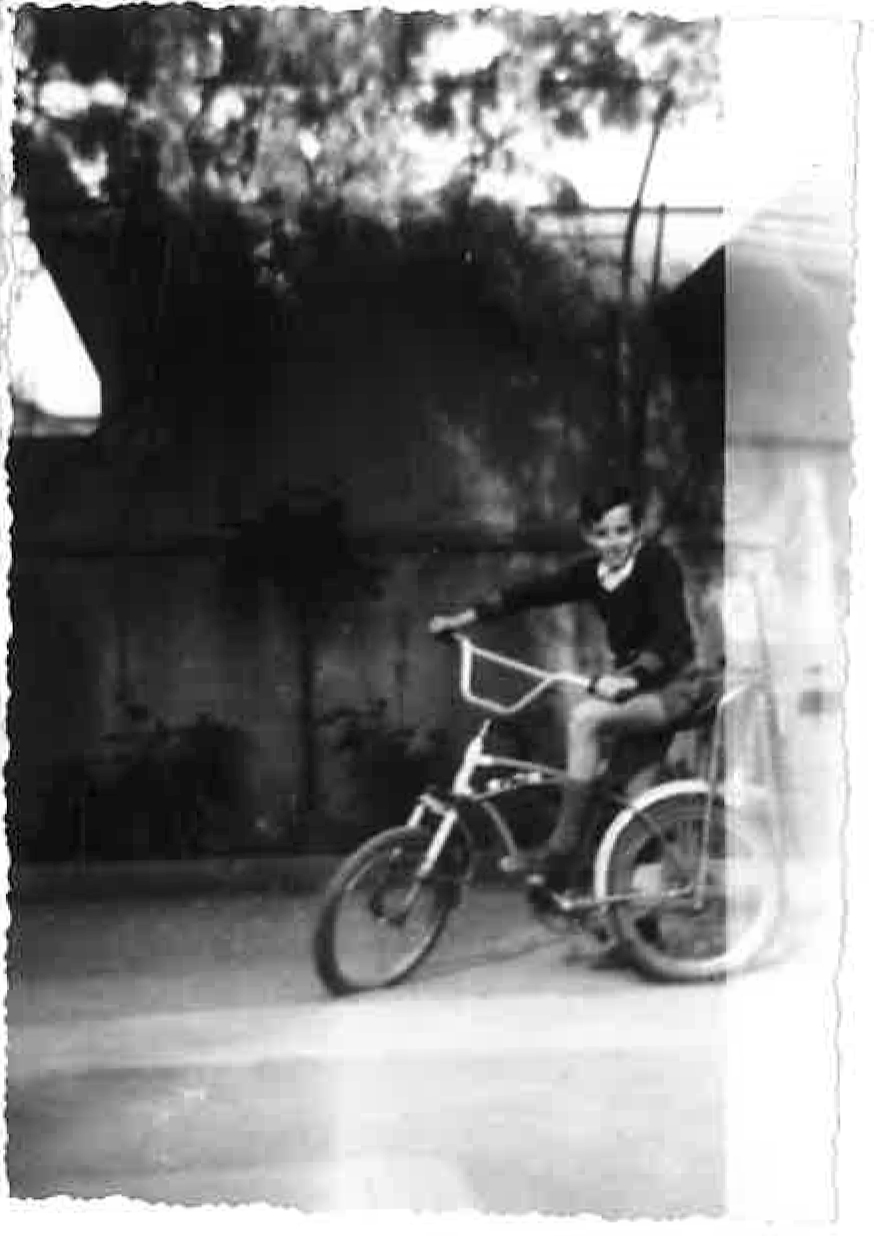
Il primo prototipo di Saltafoss realizzato da Ceriani: una Carnielli Roma Sport con forcella ammortizzata del Guzzi Trotter. Busto Arsizio 1968

Saltafoss è stata la prima bicicletta da cross ammortizzata italiana, disegnata da Giulio Ceriani in collaborazione con Paolo Torretta e prodotta a partire dal 1969 a Vanzaghello dall'attuale Speedcross.
Il nome "Saltafoss" proviene dal dialetto milanese e significa "salta fossi".

## Storia
Saltafoss è un marchio storico e il nome della prima bicicletta biammortizzata prodotta in serie in Italia. Nata nella seconda metà degli anni '60, la sua creazione è frutto dell'intraprendenza di Giulio Ceriani, appassionato di motociclette e proprietario di un negozio di ricambi motociclistici, e dell'abilità tecnica di Paolo Torretta, meccanico e costruttore di biciclette. L'idea originale di Ceriani era quella di realizzare una bicicletta che, agli occhi dei bambini, potesse somigliare a una moto. Per farlo, modificò una Carnielli Roma Sport, aggiungendo sospensioni, un manubrio a corno, gomme dentate, freni a tamburo e grandi parafanghi. Questa creazione segnò l'inizio di un nuovo segmento di biciclette: le cross molleggiate.
Ceriani incontrò Paolo Torretta, un giovane meccanico cresciuto presso la Taurus di Vanzaghello, che aveva recentemente avviato la propria attività. Secondo quanto riportato dalla famiglia Torretta, anche Paolo Torretta, verso la fine degli anni '60, stava progettando una bicicletta da cross molleggiata ed era alla ricerca di un socio. I due strinsero subito accordo e diedero vita al progetto. Le prime Saltafoss furono regalate ai figli e ai loro amici, innescando un fenomeno di passa parola che avrebbe presto conquistato il cuore dei giovani di mezza Italia.
All'inizio degli anni '70, la linea Saltafoss si espanse per includere altri due modelli: la Bicicross, una versione più economica, e la Morbidella, una pieghevole biammortizzata. Per un breve periodo di tempo fu commercializzata anche la Gambalunga, modello chopper ispirato ai Tintin-agers ed al film Easy rider.
Nel 1980, Giulio Ceriani e Paolo Torretta interruppero bruscamente la loro collaborazione. Paolo Torretta fondò la Speedcross S.r.l., una storica azienda di Vanzaghello, che tuttora si occupa dell'assemblaggio di biciclette, continuò a produrre la Saltafoss e non solo sotto il nuovo marchio Speedcross. Giulio Ceriani, invece, trasferì la produzione della Saltafoss a Mandello del Lario, avviando una nuova fase con i suoi nuovi soci presso la Landernocchi.
Negli anni '80, il mercato europeo fu invaso da marchi americani che introdussero biciclette BMX e Mountain Bike, modelli più leggeri e dotati di cambi con molti più rapporti. L'uscita del film E.T., del 1982, consacrò la BMX nell'immaginario giovanile dell'epoca, contribuendo fortemente al declino delle bici da cross nel panorama italiano. 
Nel 2023, il marchio Saltafoss è stato acquisito dalla start-up Officine Cordaro di Bollate, che ha rilanciato la storica bicicletta con una versione elettrica per adulti.

## Evoluzione

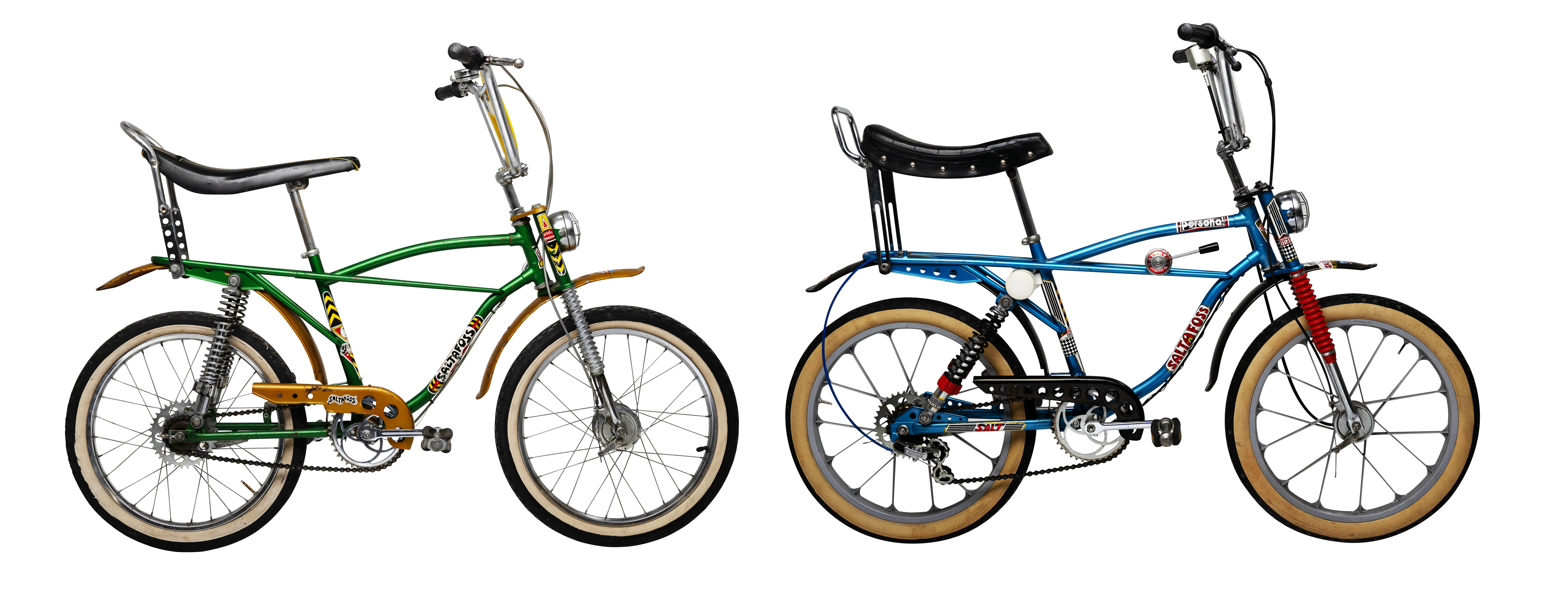
Saltafoss prima serie pre 1975 e Saltafoss prima serie post 1975

La Saltafoss è una bicicletta italiana per bambini prodotta  tra il 1969 ed il 1980 a Vanzaghello e dal 1980 al 1985 a Mandello del Lario, . Il suo design si distingue per l'iconico telaio che ricorda il profilo di una moto, ispirato in particolare dalle leggendarie KTM da regolarità degli anni 60. Fu la prima bici da cross "interamente molleggiata" prodotta in serie e commercializzata in Italia all'inizio degli anni 70. 
- Prima Serie (1969-1975): I primi modelli della Saltafoss presentavano il caratteristico telaio, una forcella ammortizzata con molle esterne e ammortizzatori posteriori inclinati di circa 20°. La sella a banana era mutuata dai modelli cross dell'epoca. Il faro rettangolare derivava dalla Graziella. Sul manubrio la tabella portanumero tonda. I freni erano a tamburo. Le versioni disponibili erano con ruote da 16" e 20". La versione da 16" includeva un doppio freno posteriore, pensato per i bambini più piccoli. Venduta in versione Velocette, freno a disco, personal e scout. 16 e 20 pollici. Nel corso del tempo la Saltafoss subisce diversi interventi: gli ammortizzatori vengono inclinati a circa 45°, viene prodotta una sella imbottita ad hoc, le molle della forcella sono interne. Viene prodotto il faro in metallo ed il cambio con comando a leva.
- Seconda Serie (1980-1985): Nel 1980, la produzione della Saltafoss si spostò a Mandello del Lario, dando vita alla seconda serie. Il design venne completamente rivisitato, introducendo più componenti in plastica e un nuovo logo. Gli ammortizzatori furono dotati di un finto tastierino numerico e la sella venne realizzata in materiale espanso auto-pellante. Venduta in versione Velocette e freno a disco e scout.
- Terza serie (serietre): Nel 2023 viene presentata Saltafoss in versione e-bike.

## Modelli e allestimenti

### Allestimenti
- Velocette: Modelli con cambio a 3 velocità.
- Personal: Versione con cerchi Grimeca.
- Scout: Modello con codino portapacchi.

### Altri modelli
- Bicicross versione economica della Saltafoss (1970-1975).
- Morbidella: pieghevole tipo "Graziella", biammortizzata (1970-1975).
- Gambalunga: Versione chopper con lunga forcella ammortizzata e sedile con schienale.
- Saltafoss trial 1982
- Saltafoss BMX 1982

## Collaborazioni

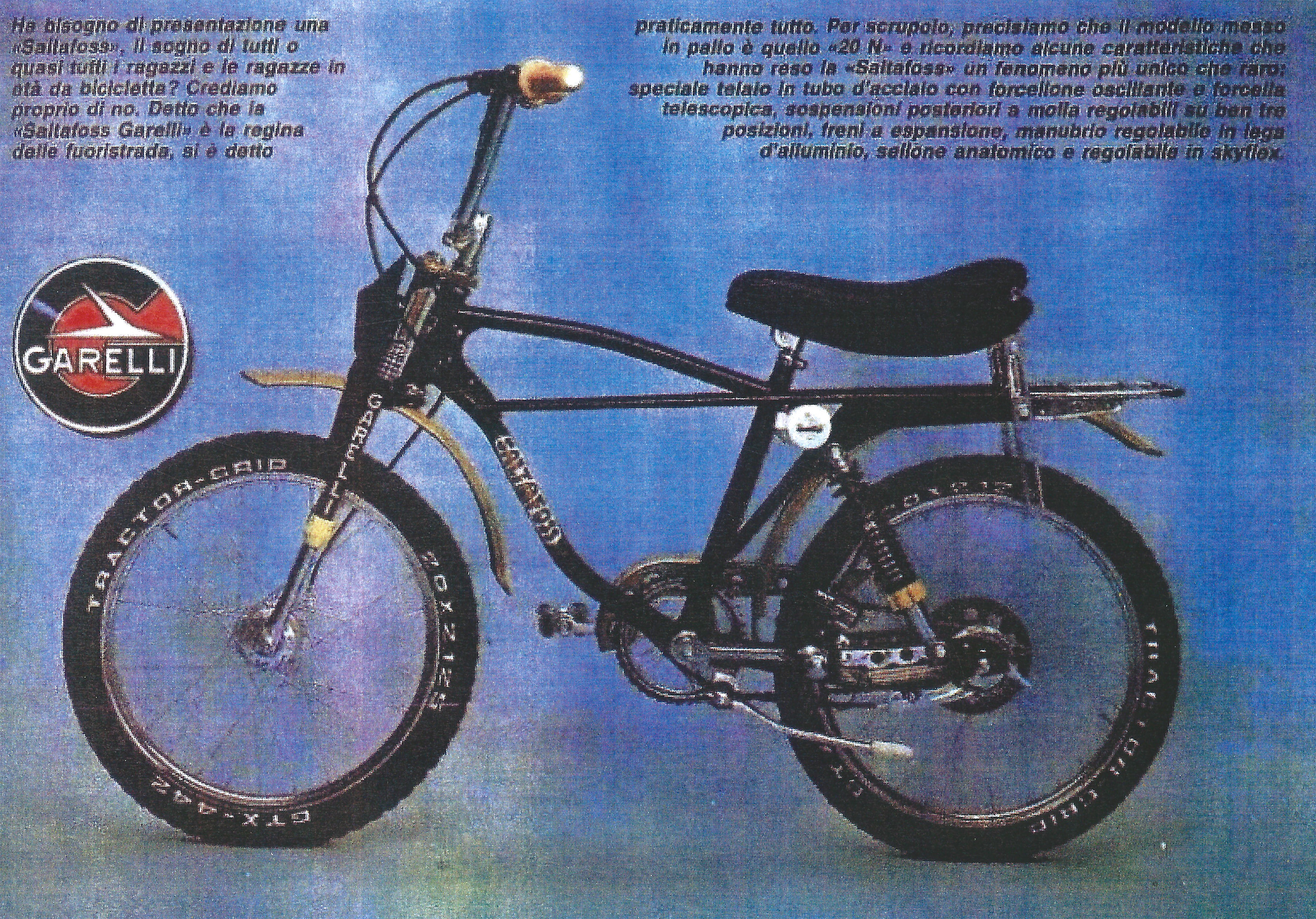
AD Saltafoss Agrati Garelli

Tra il 1980 e il 1985, fu prodotta una versione della Saltafoss in collaborazione con Garelli.

## Impatto
Negli anni '60, il boom economico permise a molti italiani di acquistare automobili, causando una notevole flessione nel mercato delle biciclette, ormai associate a fatica e sudore. Tuttavia, il settore trovò nuova linfa vitale grazie all'introduzione di modelli innovativi come la Graziella, la pieghevole di Carnielli pensata per gli automobilisti, e la Saltafoss, progettata per i giovani e ispirata alle motociclette. Queste bici non solo rinnovarono l'immagine del mezzo, ma colsero perfettamente lo spirito di un'epoca, restituendo alla bicicletta un posto di rilievo nella cultura italiana.

## Dati di vendita
Non esistono dati certi sulle vendite complessive, ma secondo testimonianze di rivenditori dell'epoca come Silvestrini e Rosignoli, nel periodo in cui la Saltafoss era in auge venivano vendute dalle 15 alle 20 Saltafoss a settimana in ogni rivenditore della regione. La Saltafoss era distribuita prevalentemente in Lombardia, Toscana ed Emilia-Romagna.